# Fort Sanderbout

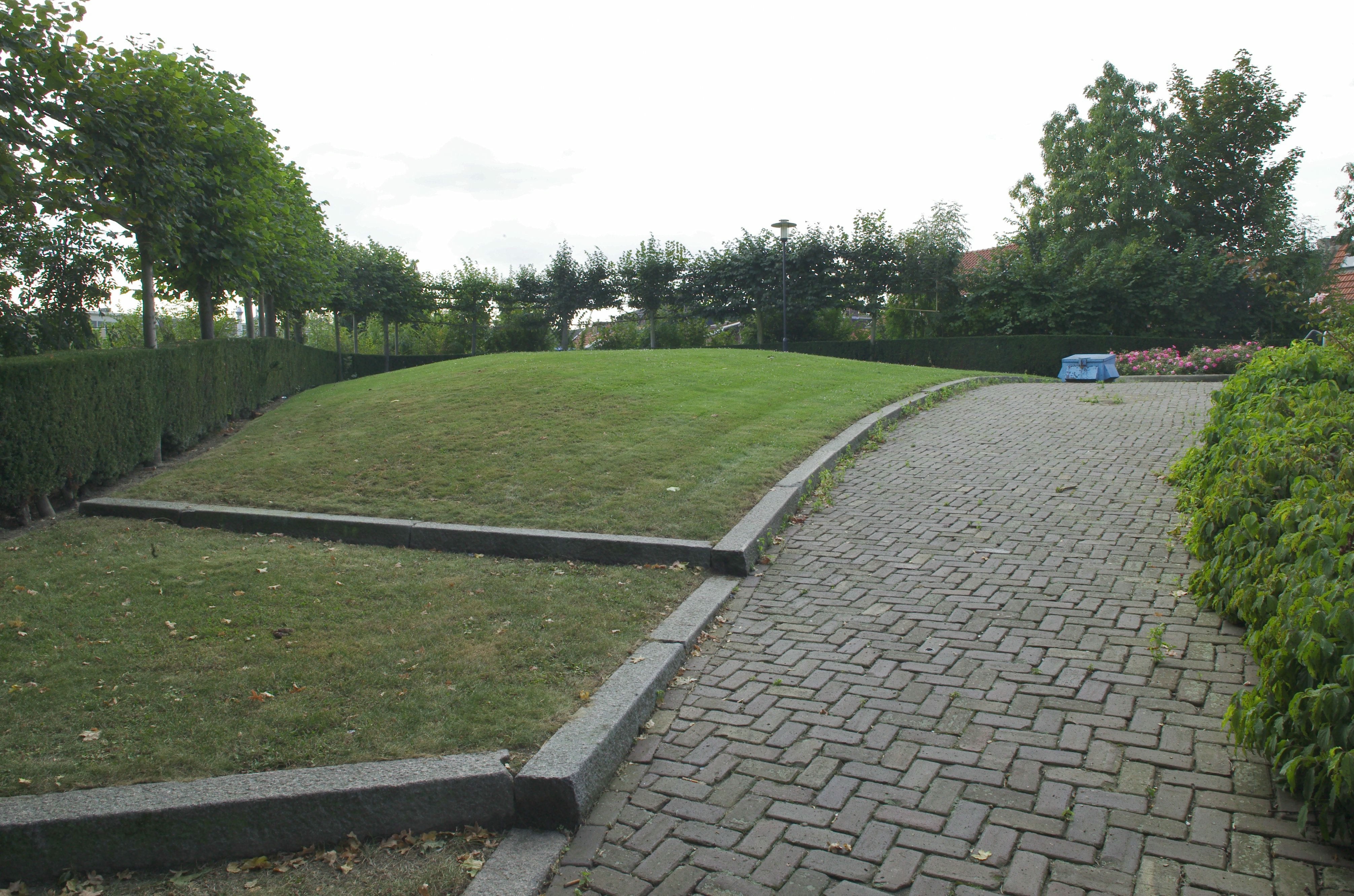
Parkje op Fort Sanderbout

Fort Sanderbout is een voormalig bastion in de vestingwerken van Sittard waarvan aangenomen wordt dat het op een versimpelde manier volgens de Dürermethode was versterkt. Het is het laatste bolwerk van de stad waarvan nog restanten aanwezig zijn. De ligging is in het oostelijkste punt van de historische vestingstad, vlak ten noorden van de voormalige Putpoort aan de Putstraat. Het voetpad op het oostelijk deel van de Sittardse stadswal is naar het fort vernoemd.

## Geschiedenis
Fort Sanderbout, genoemd naar koning Zwentibold die ook wel "Sanderbout" genoemd werd, is vermoedelijk rond het jaar 1500 gebouwd en was oorspronkelijk een rondeel dat de stadswal en de Putpoort moest verdedigen tegen de vijand. Rond de vesting van Sittard waren meerdere bolwerken gesitueerd. In de tweede helft van de zestiende eeuw is het verdedigingswerk waarschijnlijk omgebouwd tot bastion. Aangenomen wordt dat het is gemoderniseerd door de Italiaan Maximilian Pasqualini of door zijn vader, Alessandro Pasqualini.
Fort Sanderbout was gelegen aan de buitenkant van de stadswal, binnen de gracht, en bestond uit een ondergronds gangenstelsel met twee kazematten die zicht hadden op het noordoosten en het zuidoosten. Het noordelijke van de twee met twee schietgaten is bewaard gebleven.
Na de verwoesting van Sittard in 1677 kwamen de vestingwerken buiten gebruik en werden rond het terrein moestuinen gesitueerd. Kort na 1700 werd het terrein boven Fort Sanderbout aangewezen als begraafplaats voor de groeiende Joodse bevolking in Sittard. In de jaren 50 van de 20e eeuw is deze begraafplaats geruimd.
Het door de tand des tijds aangetaste complex is in de twintigste eeuw grondig gerestaureerd.

## Gebruik
Na de restauratie zijn in het fort exposities te zien over stadsverdediging, de voormalige  Joodse begraafplaats en de nabij gelegen wijngaard. Er bovenop is in de jaren 1960 een parkje aangelegd.
Samen met de voormalige stadswal is Fort Sanderbout beschermd als rijksmonument.